# Conchamarca

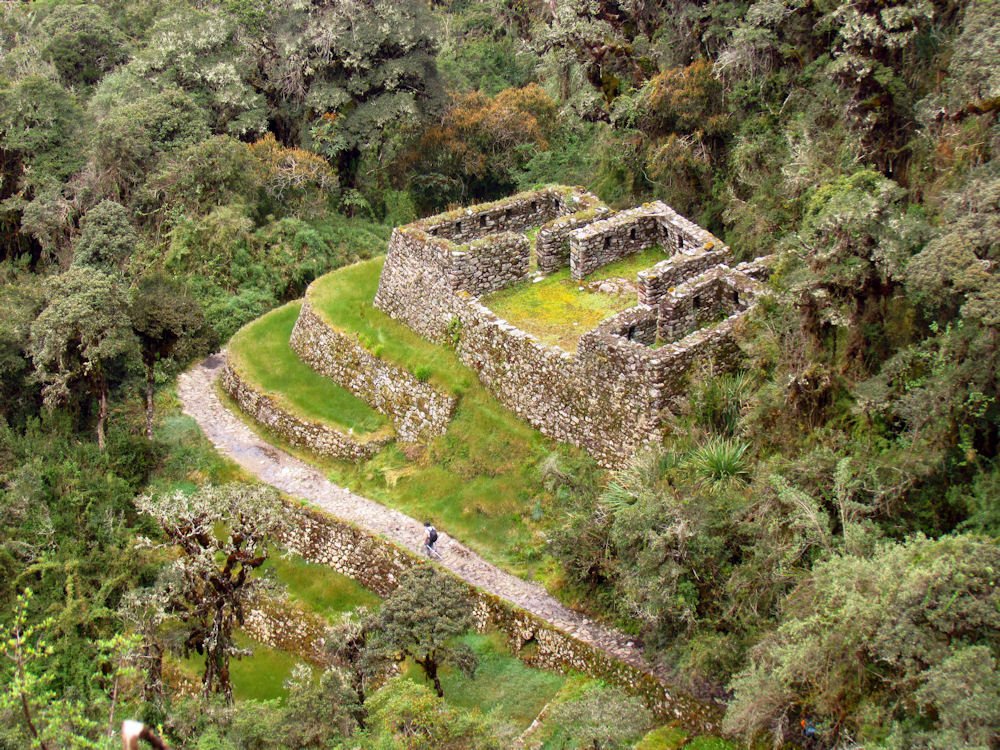
Conchamarca.

Conchamarca es un sitio arqueológico en Perú ubicado en el distrito de Machupicchu, provincia de Urubamba, en el departamento del Cuzco. Se encuentra al suroeste de la montaña Runkurakay. Está entre los sitios arqueológicos Sayacmarca y Puyupatamarca en el Camino Inca a Machu Picchu.